# Владимир Бочуков
Владимир Атанасов Бочуков, наричан Али чауш, е български революционер, деец на Вътрешна македоно-одринска революционна организация в Тракия.

## Биография
Бочуков е роден в 1877 година в пашмаклийското село Райково, тогава в Османската империя, днес квартал на Смолян, България. В 1897 година, издържан от вуйчо си Н. Хитров, адвокат в Карлово, завършва гимназия в българската столица София. Връща се в родния си край и в 1898 година основава първия революционен комитет в Райково. Активист е на Българското тайно революционно братство заедно с учителя в Устово Илия Хаджитошев. Учителства в Устово и Чокманово, където също подпомага революционното дело на Илия Хаджитошев и Пею и Вълко Шишманов. Бочуков покръщава Христо Лакудата, Христо Караманджуков и други бъдещи видни революционни дейци.
В 1899 година е ръководител на Ахъчелебийския околийски комитет. В 1901 година заминава като търговец на юг и разширява революционната комитетска мрежа в Ксантийско, Гюмюрджинско, Дедеагачко и Софлийско, като посвещава архиерейския наместник в Кушланли поп Дойчин Запров и основава комитети в Чадърли, Калайджидере, Сачанли, Манастир, Чобанкьой и Дедеагач. Заловен е на гара Урли и измъчван, но в Ксанти успява да избяга и пристига в Райково, тъкмо преди убийството на Атанас Шапарданов и Дечо Стоев. Потресен от това убийство заминава за България като се отказва от революционна дейност, като в Чепеларе заявява на началника на революционния пункт Константин Антонов:
| „ | Аз закачих комитлика на Рожен на една ела. Не мога по-нататък да служа в едно движение, дето човек трябва да се страхува за живота си от турци, от гърци, та и от българи. | “ |

На 17 ноември 1904 година завършва Школата за запасни офицери и е произведен в чин запасни подпоручик. Участва във войните за национално обединение и достига до чин капитан. По време на военната си кариера служи в 21-ви пехотен средногорски полк, 2-ра евакуационна разпределителна комисия и 2-ра интендантска рота. Уволнен е от служба през 1919 година.

## Военни звания
- Запасни Подпоручик (17 ноември 1904)
- Подпоручик (22 септември 1912)
- Поручик (14 февруари 1915)
- Капитан (1 август 1917)